# Waterstoniella masii
Waterstoniella masii is een vliesvleugelig insect uit de familie vijgenwespen (Agaonidae). De wetenschappelijke naam is voor het eerst geldig gepubliceerd in 1921 door Grandi.